# クートニー・バウンダリー地域
クートニー・バウンダリー地域（クートニー・バウンダリーちいき、英: Regional District of Kootenay Boundary, RDKB）は、ブリティッシュコロンビア州の地方行政区の1つ。州内の南端に位置する。

## 主な都市
- トレイル（Trail）